# Jakub Polach
Jakub Polach (21. července 1882 Slavkov u Brna – ???) byl československý politik, meziválečný poslanec Národního shromáždění za Československou sociálně demokratickou stranu dělnickou.

## Biografie
V polovině 20. let se uvádí coby tajemník svazu textilního dělnictva v Brně a odborník na otázky textilního průmyslu. Podle údajů z roku 1935 byl redaktorem časopisu Textilník a válečným invalidou. Bydlel v Brně.
V parlamentních volbách v roce 1929 získal za Československou sociálně demokratickou stranu dělnickou poslanecké křeslo v Národním shromáždění. Mandát obhájil v parlamentních volbách v roce 1935. Poslanecký post si oficiálně podržel do zrušení parlamentu roku 1939, přičemž v prosinci 1938 ještě přestoupil do poslaneckého klubu nově ustavené Národní strany práce.
1. září 1939 byl zatčen a propuštěn po několika týdnech věznění.